# 飛翔
飛翔（ひしょう、英: flight フライト）・飛行（ひこう）とは、空中を進むこと、空中を移動することを指す。

## 概説
辞典などで「飛行」や「飛翔」をどのように解説しているかというと、「飛行」は空中を"行く"ことを意味し、飛翔は「空中を飛び"かける"こと」を意味する、などと解説されている。英語では「飛翔」や「飛行」にあたる概念は、動物でも乗り物でもどちらも基本的に「flight」（フライト）という言葉で表現しており、特に異なった用語を使うことはしていない。フランス語でも、工学関連の文章でも詩的な文章でも、「vol（ヴォル）」というひとつの用語を用いて表現している。「飛行」であれ「飛翔」であれ、用いられ方にいくらか傾向の違いはあるが、指している内容はおおむね重なっているので、この記事においてどちらも解説する。

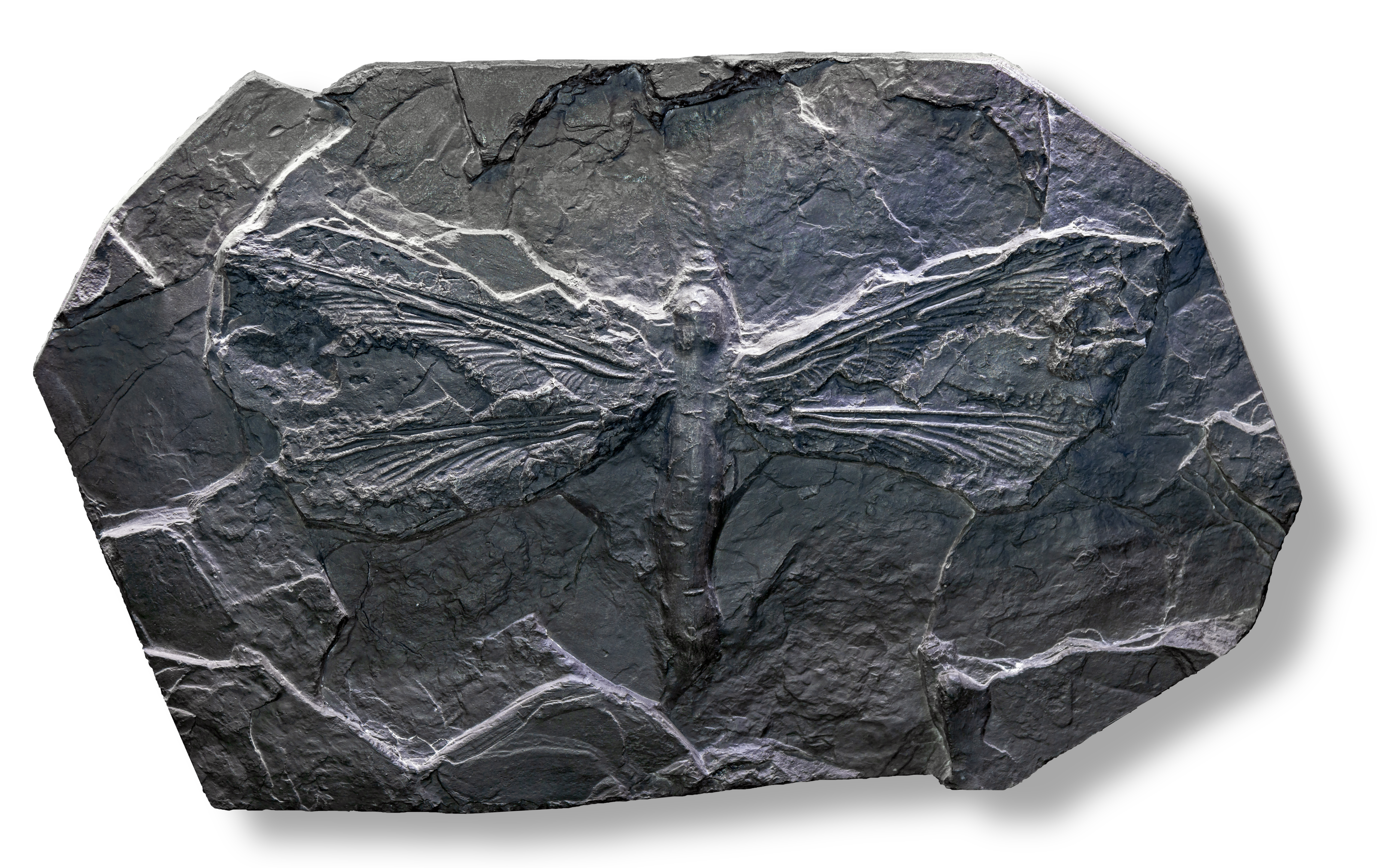
約2億9,000万年前に地球上で飛び回っていたとされるオオトンボ目の化石

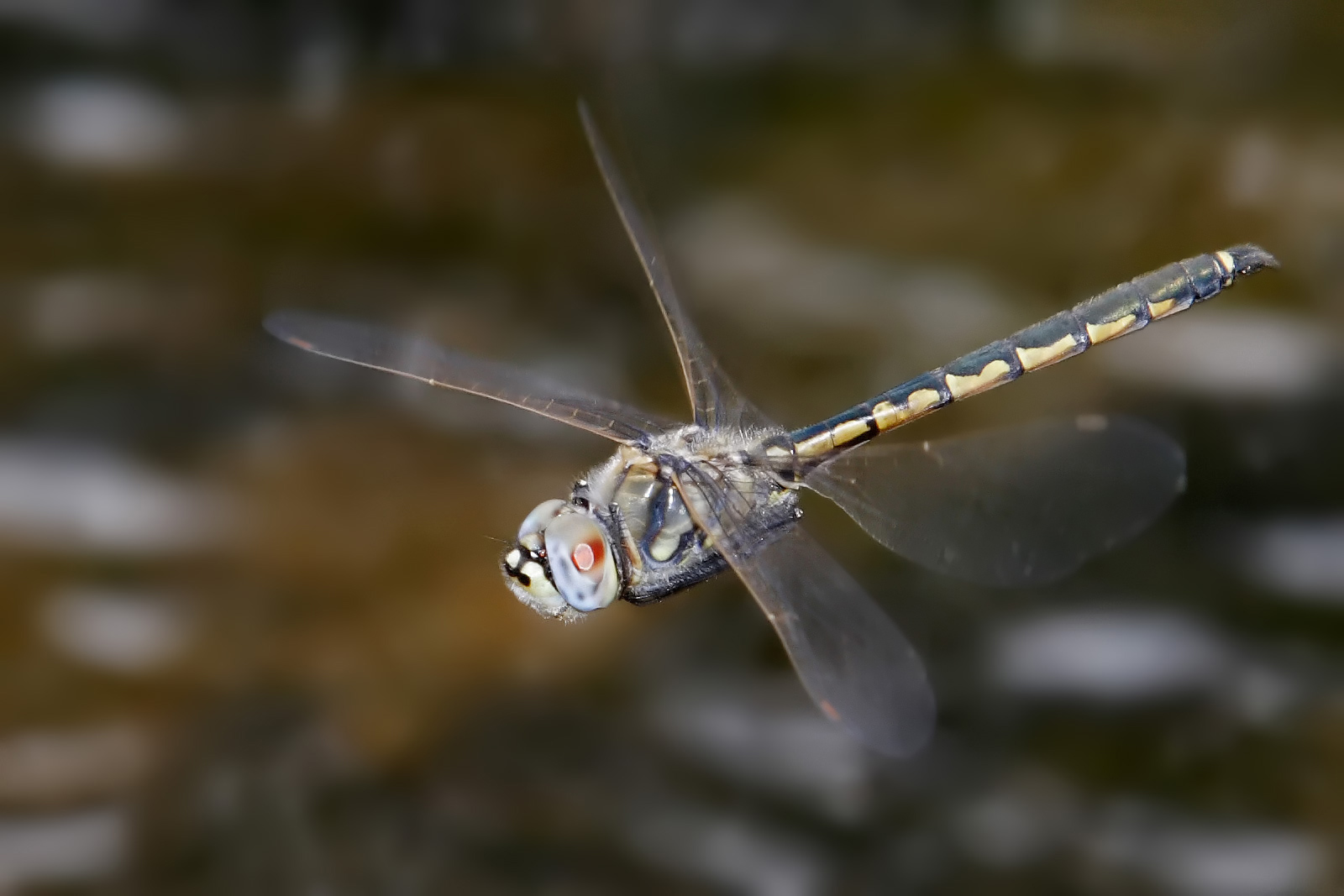
現代のトンボによる飛行。空中で静止（ホバリング）することができる。

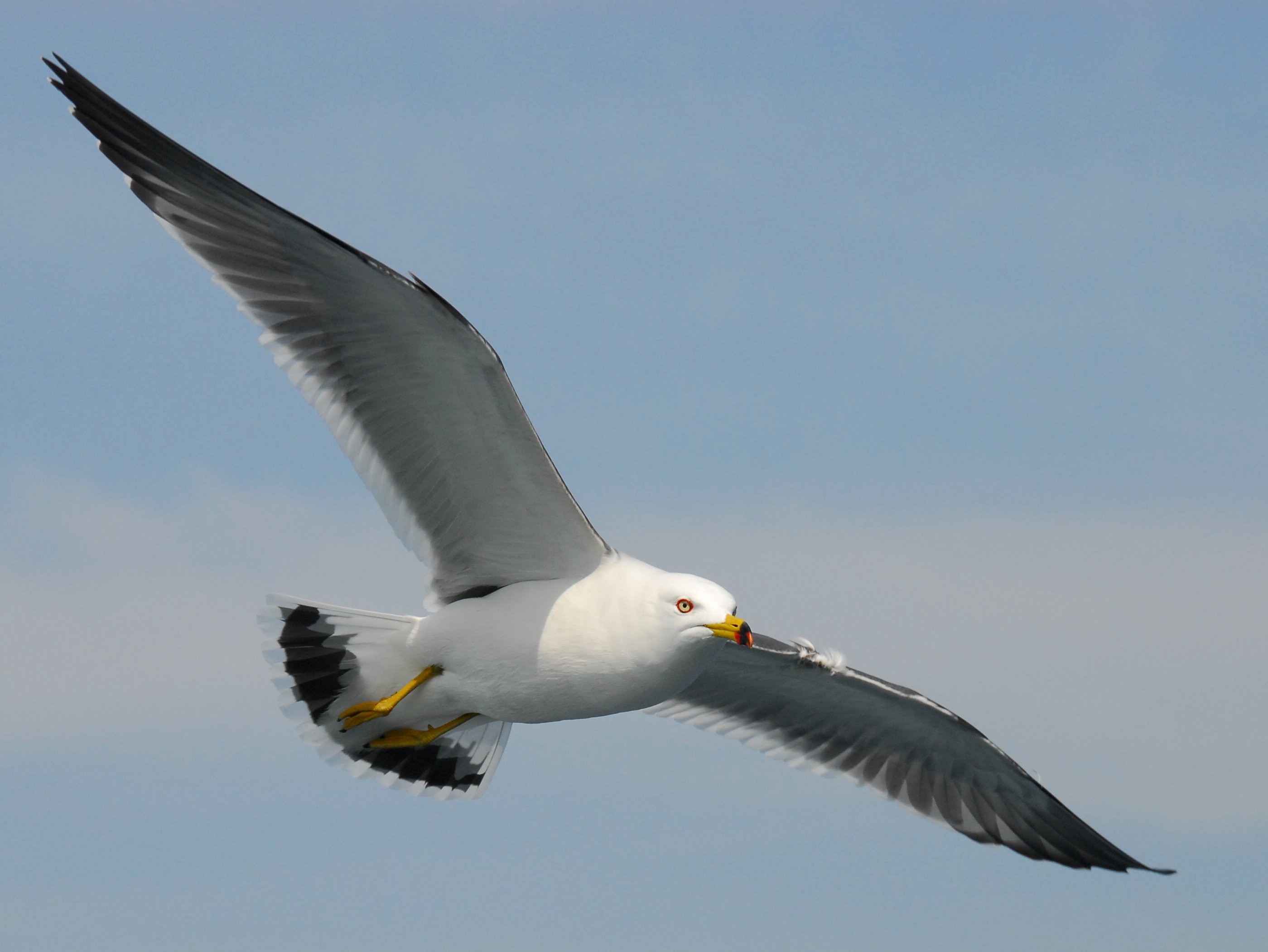
ウミネコの飛行

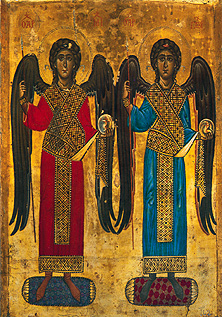
天使。12世紀のイコン

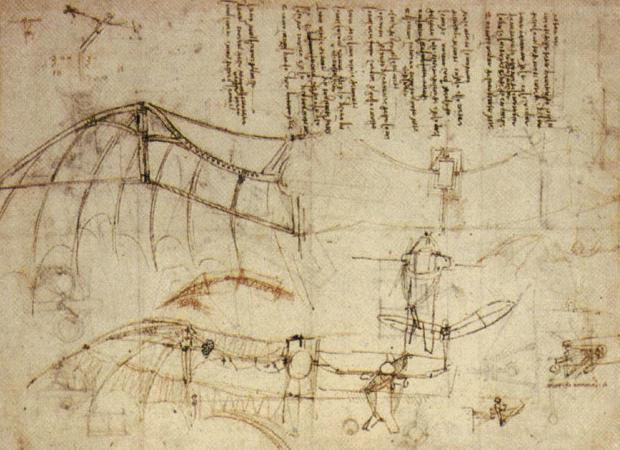
レオナルド・ダ・ビンチが描いた飛行機械の図。鳥の翼に似た構造図を描いてみた例。レオナルドは動力機を実際に飛ばすことはできなかったが、滑空装置（グライダー）の制作と滑空実験には成功し、1000mほども滑空させた。

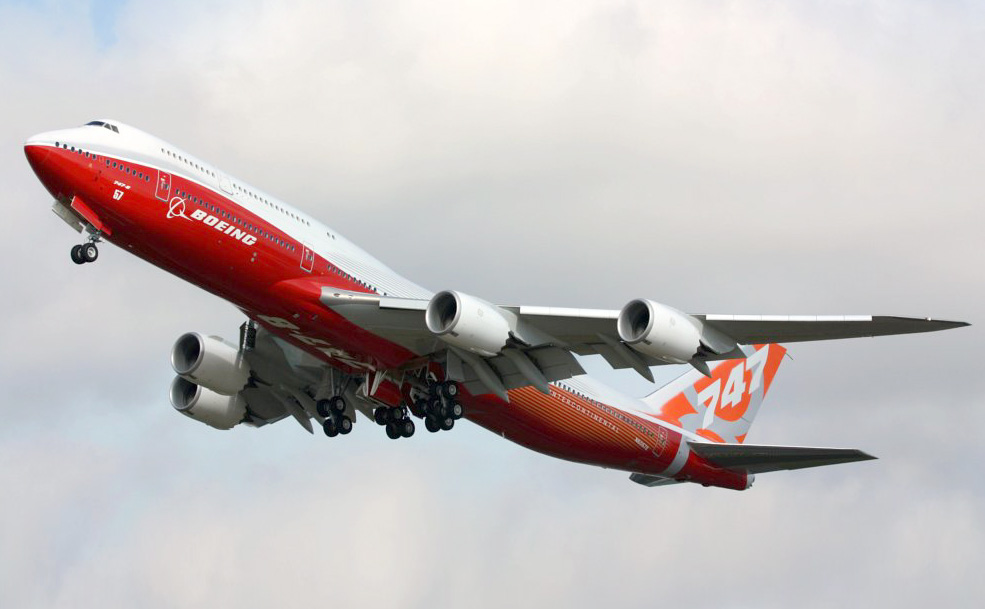
ボーイング747での飛行（離陸中）

この記事では、まず非常に長い歴史を持つ動物の飛翔・飛行から解説し、その次に、歴史の短い人工物の飛行について解説する。
太古から地球上には飛行（飛翔）する種がいた。例えば既に3億年前には数十cm（センチメートル）もある大きなトンボが地球上を飛び回っていたという。3億年前から現代まで、トンボという生き物は、代々、飛行・飛翔を続けてきたということになる。
化石などの研究によって、ジュラ紀（約1億9960万年 - 約1億4550万年前）には始祖鳥が誕生したことが判っている。多くの学者によって、おそらく初期の始祖鳥はまずは樹木の上からの滑空のように、比較的簡単な飛行から始め、幾世代もの長い年月をかけて、より能動的な飛翔方法を身につけたものになっていったのだろう、と推測されている。
このようにして地球上では現代でも、トンボなどの昆虫や鳥類などが、みずから飛び立つような飛行・飛翔を行っている。また昆虫や鳥類でない動物でも、ムササビやモモンガのように滑空するような飛行を行う種もいる（→#動物）。なお、植物でもアルソミトラなどは滑空する種子を持つ。その種子の翼は翼端から翼端までが10cm - 13cmほどで、しかもきわめて薄くて軽量であり、樹高の高いアルソミトラの樹木の上のほうにできる球形で内部が空洞化した実が熟すと、実の内側にある種子が、「はがれる落ちる」ようにして滑空に入り、風に乗って数十メートル以上も（風が強い日であれば数百m（メートル）ほども）移動してから着地して発芽することで、代を重ねるにつれ分布域を次第に広げてゆく。
ところで飛行に関して人類はどうなのかと言うと、せいぜい脚の力により短時間のジャンプができるだけで、その身体には空を飛ぶのに必要な羽根や翼が備わっておらず、飛べなかった。彼らの「想い」のほうはどうであったか。（人類の歴史は、最近では一般に、数百万年ほどとされているが）人類は文字を発明する以前の太古の昔の段階ですでに飛ぶ昆虫や鳥の姿を眼にしていたはずであるが、文字を発明して歴史が書き残されるようになる以前に人類が何を考えていたのかについてはわずかな手がかりしかない。だが、文字が残されるようになって以降について言えば、人は古代から、特に鳥が飛ぶところなどを見て、鳥のように自由に空を移動したい、と感じることがあったようだ、とは言える。というのは、数千年の昔に書かれ現代に残されている石碑の碑文やパピルスなどの文書のなかには、「鳥のように飛べたらいいのに」といった類の気持ちを表現した文章や「私が鳥だったら、飛んであなたに会いにゆくのだが」といった文章が綴られた男女間の手紙が発見されているからである。飛ぶことに憧れる人の数は多かったのかも知れない。たとえば有名なところではギリシア神話にも、イカロスやダイダロスを主人公とした 人が空を飛ぶ物語があり、これらの物語は非常に多くの人々に語り継がれ、彼らの想像力をかきたててきた。また、ギリシャ人と直接のつながりのない世界各地の民族にも、飛ぶお話や鳥と自分を重ねるお話を語り継ぐ民族が多々ある。こうしたことに関する記録は、人類学者の研究成果などに含まれている。例えばイヌイットやネイティブ・アメリカン（インディアン）の中には、自分たちをカラスの子孫だと見なす一族、自分たちはカラスの末裔だとする神話（en:Raven Tales）を代々伝えている一族もいる。さらには、キリスト教などで伝えられる天使という存在にも、飛行に対して人類が共同で抱いている憧れや空想が投映されている、と指摘する研究者もいる。
飛ぶことに憧れる人は古代からいたものの、その願望はとても長い時代に渡って実現不可能だった。というのは、飛べない身体を補って飛ぶことを実現するのに必要な手段・技術が無かったのである。飛ぶことへの情熱を燃やしそのための装置を作ろうとした人は中世には出現していたようで、875年にイスラム世界の学者アッバース・イブン・フィルナスが素朴なハンググライダー状の器具で飛ぼうとして失敗して怪我をした、という話が伝わっている。11世紀にイギリスの修道士マルムズベリーのエイルマーが滑空するのに成功はしたと推定されることがある。滑空の実験はわずかながらにあったわけである。だが動力つきで能動的に飛ぶことに関しては、15世紀の レオナルド・ダビンチ （1452年- 1519年）は、鳥に似せて翼を上下に動かし飛行する機械のコンセプト図や、回転するらせん状（ねじ状）の羽根を持つ機械のコンセプト図を描くことまではできたものの、それらはあくまでコンセプト図に終わり、（実際には当時の技術では）動力つきでは飛ばすことができなかった。レオナルドも研究の途中で当時の技術では動力つきの飛行機械の実現は不可能だと気づいたようで、固定翼の滑空装置の制作に力点を移し、見事にそれを作り上げ、それの操縦士にはレオナルドの友人で協力者のTommaso Masiniになってもらい、フィレンツェ近くの小山（丘）の上から街に向かって、距離にして1000mほども見事に滑空してみせた、ということが当時の地元の記録に残っている。なお、滑空は見事にできたが、着陸のほうはいささか難しかったようで、操縦士のTommaso Masiniは最後の着陸の瞬間に両脚を骨折してしまった、という記録も残されている。日本では、江戸時代中期に備前の浮田幸吉が翼を製作して滑空実験を行い約50m飛んだという。
自身の肉体で空を飛ぶことができないことを嘆いたり飛行への憧れを募らせていた人々が（一部の発明家が命がけで博打のような滑空を行って、そのほとんどが失敗したことを除けば）大勢の人が飛ぶことができるようになったのは、広く認められている歴史に基づくならば、18世紀後半の熱気球によってである。1783年、フランスのモンゴルフィエ兄弟が6月5日に熱気球の実験を行い、11月には有人飛行を行った。それによってフランスを中心としてヨーロッパで一大気球ブームが起きた。熱気球の飛行というのは基本的に「風まかせ」、つまり進む方角が基本的に決められず風向にまかせる飛行であるが、遊覧飛行や冒険飛行が頻繁に行われた。1852年9月23日にはフランスのアンリ・ジファールが比重の小さなガスによって空中に浮かび動力で進む飛行船で初飛行を行った。これによって、方角に関して言えば、おおむね望む方角に向かって飛行できるようになった。
固定翼で動力を用いて飛ぶことができるようになったの20世紀初頭である。米国のライト兄弟が、彼らは先行する人々の試みの失敗などから学びつつ、動力つきの「ライトフライヤー号」を制作し、1903年12月17日にそれに乗って飛行することに成功したのである。その飛行の方法というのは翼を固定した機体に、動力によって回転するプロペラをつけて推進力を作り出し、飛行するという方法であった。
気球の場合でも動力付固定翼機の場合でも、ひとたび飛ぶための新しい方法を具体的に示す人が現れると、それを熱心に模倣して、さらに改良する人が続出した。この二百数十年の間に人類は様々な飛行道具そして飛行方法を開発してきた。
現在では航空機を用いて空を飛ぶことは、極めてありふれたことになっており、世界中で、民間機・軍用機の飛行をあわせれば、1日あたり数十万回以上は飛行が行われているだろう、と推計されている。（ →#人工物の飛行）
以下、動物の飛行（飛翔）から始め、後半では人類が道具・乗り物を使って行う飛行まで、飛行（飛翔）の具体的について説明してゆく。

## 動物
しばしば、動物の飛行（飛翔）は翼や翅を羽ばたかせるそれと、羽ばたかせないものに大別されている。
羽ばたかせることで推進力を生み出すのは「羽ばたき飛行」と分類され、羽ばたきを行なわないほうはさらに細分化され、滑空（グライディング）と「帆翔」（ソアリング、上昇気流を利用した飛行）に分けられている。
なお、前後に移動することなく、空中の一点に静止する行動は「ホバリング」（停止飛翔）と呼ばれる。ホバリングは一般的に、羽ばたいたり、向かい風を受けることによって行われている。

### 飛行（飛翔）方法の分類
動物の飛行（飛翔）の仕方を表にまとめると、例えば次のようになる。
| 羽ばたき飛行             | 鳥類の多く、昆虫類、コウモリ、翼竜                                                 |
| 羽ばたきによるホバリング | ごく小型の鳥類や、昆虫の一部                                                       |
| 帆翔                     | 大型の鳥類の多く、翼竜（プテラノドン）                                             |
| 滑空                     | モモンガ、ムササビ、フクロモモンガ、ヒヨケザル、トビトカゲ、トビウオ、トビイカなど |

大型の渡り鳥がV字型や斜め一直線に編隊を組んで飛翔しているのが見られるが、前を飛ぶ鳥の翼端渦による吹き上げによって後続する鳥のエネルギーの節約になっている、などと言われる。

### 昆虫の飛行（飛翔）

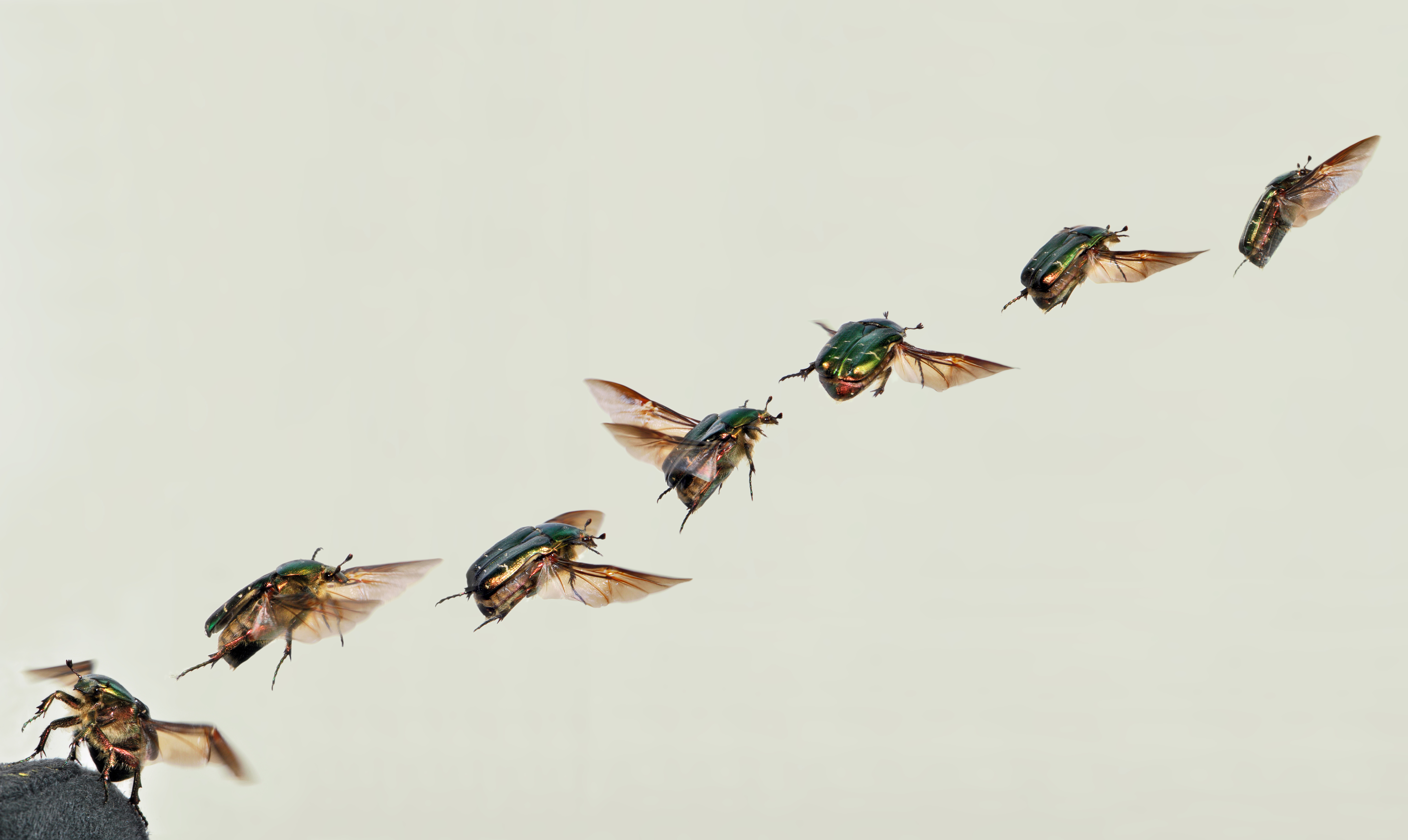
ハナムグリの一種en:Cetonia aurataが飛び立つ瞬間の連続写真

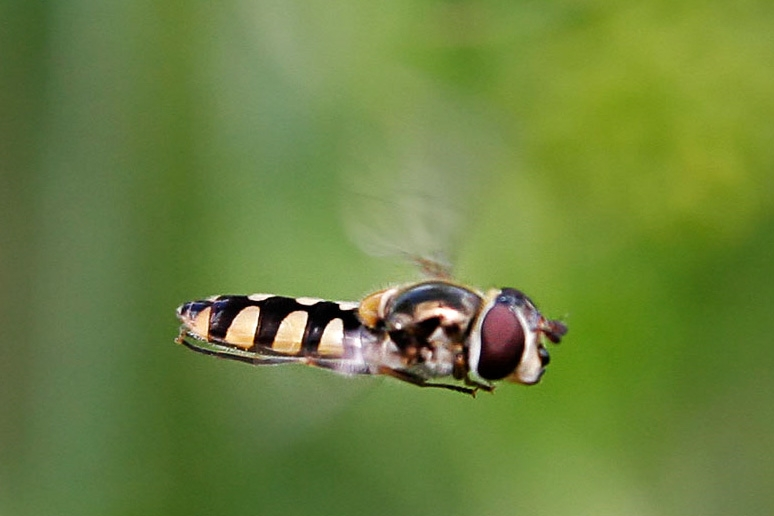
ハナアブの飛行

概説で説明したように、3億年前には既に数十cmもある大きなトンボが地球上を飛び回っていたことが化石から判明している。
昆虫の多くが現代でも飛んでいる。昆虫の翅は基本的に2対4枚で構成されており、飛び方も多様である。
トンボは前後の翅を別々に動かして飛ぶ方式をとっており、原始的特徴を多く残しながらも全ての昆虫の中でも高度な飛翔を行う。チョウでは、前後2対の翅を同時に上下させ、上昇と滑空を繰り返して移動する。これによって激しく上下するのでチョウの飛翔はしばしば「ひらひら」という擬態語で表される。翼面荷重がとても小さく落ちる速度が遅いので、直接下向きの気流を発生させている。他の多くの昆虫も、前後の翅を同時に動かすことによって実質的に1対の翅として使う。
ネジレバネやハエの仲間では、前翅または後翅が平均棍に変化している。ハエ目の昆虫が極めて高度な飛翔を実現しているのはこの平均棍を持つことによると考えられている。
また、コウチュウ目の昆虫は飛行時に鞘翅と呼ばれる固化した前翅を広げる。鞘翅は主に揚力を増やす役割を担っているが、左右の迎え角を変えることにより体勢を整えたり、風を受けてエアブレーキの役割を果たしたりするので、飛翔能力に長けていない甲虫にとって不可欠なものとなっている。これに対し、ハナムグリ亜科に属する多くの甲虫は、鞘翅をわずかに持ち上げて腹部との間に隙間を作り、その下から後翅を広げて後翅のみで飛翔する方式をとる。これによって他の多くの甲虫と比べて格段に機敏な飛翔が可能になっている。
鳥類といった動物が体を水平にして飛翔するのに対し、カブトムシは体を垂直にして飛翔する特徴がある。

### 体重の軽い脊椎動物の飛行（飛翔）

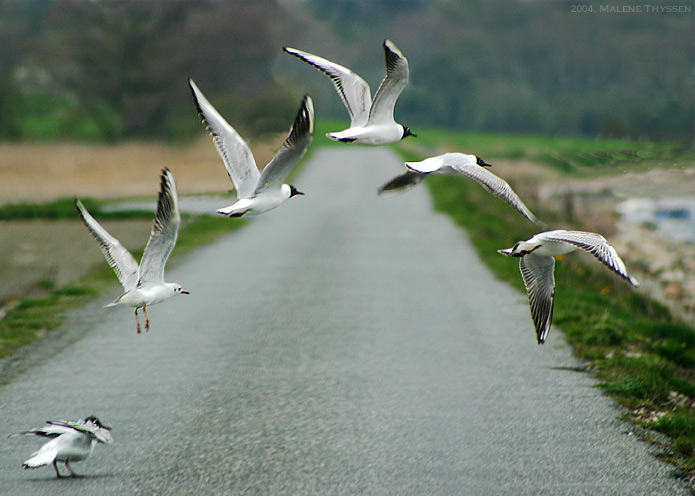
ユリカモメ

体重が1kgより軽い脊椎動物では、飛翔は羽ばたきによって行なわれる。ずっと羽ばたいて直線的に飛ぶものと、羽ばたきと翼を閉じての滑空とを繰り返して波状に飛ぶ（波状飛行、バウンディングフライト）をするものとがある。直接空気を後ろへ掻いて推進力を得ていると思われがちだが、小型の鳥においては空気中で翼を傾けながら上または下に打ち下ろし、翼を前方に滑らすことによって推力を得ている。
もっと軽いアナホリフクロウやハチドリでは、ホバリングが行なわれる。スズメやヒタキなどでも瞬間的にホバリングが行われることもある。すべての飛翔をホバリングでこなすためには、体重が10g以下であり常に栄養を取っていなければならない。ハチドリが花の多い熱帯から生息地を広げられないのはこのためである。

### 体重の重い脊椎動物の飛行（飛翔）

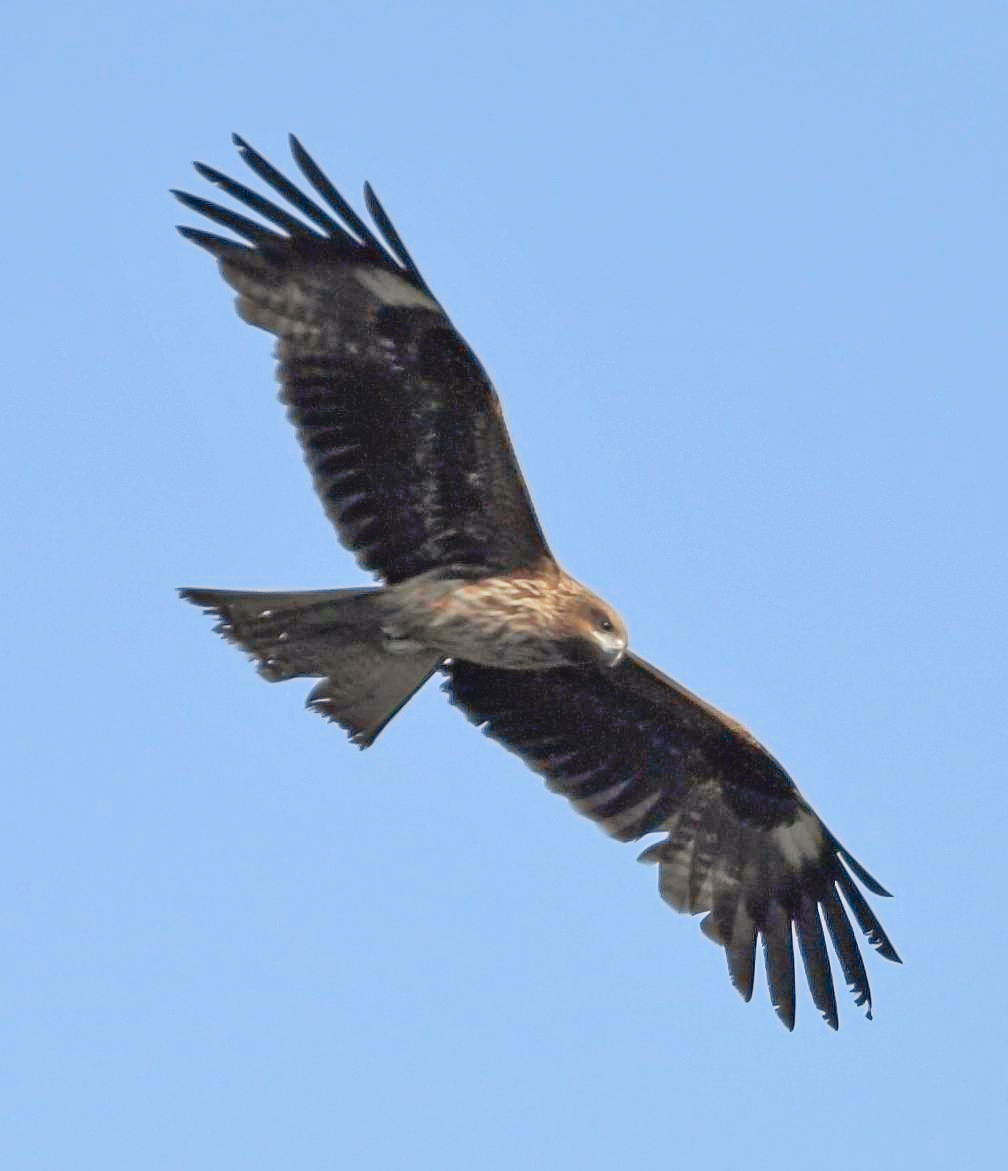
トビの帆翔

体重が重い脊椎動物では、離陸するときに飛行機のように滑走してから飛び立ったり、高いところから飛び降りたりするものが多い。平常時も羽ばたくことはほとんどなく、滑空（滑翔）したり、グライダーやハンググライダーのように上昇気流を利用したりするものがある。これは、体重が重いほど羽ばたきづらくなるためである。
ワシタカ科の大型の鳥では太陽の熱で暖まった地面から発生する上昇気流を翼で受けて飛翔する。そのため、翼は単位面積あたりで発生する空気力（翼面荷重）が小さい。羽ばたきによる飛翔は数秒から数十秒しか持続できない。
カモメなどの海鳥は長時間の滑空を行うが、こうした鳥はアスペクト比（縦横比）の大きな翼をもつとともに、翼と胴体の継ぎ目などが滑らかであり、揚抗比が大きく滑空比が高い（1 m 下降する間に何メートル進めるか、が滑空比）。また、海からの風が船べりや防波堤、崖などにあたってできる上昇気流で空中にとどまる（斜面滑翔）こともある。餌をあげなくても観光フェリーなどにカモメが集まるのは、海上が障害物に乏しく、地熱による上昇気流もないためである。このほか、ミズナギドリ目の鳥が行う、動的滑翔（ダイナミックソアリング）と呼ばれるウィンドシアを利用した滑空がある。

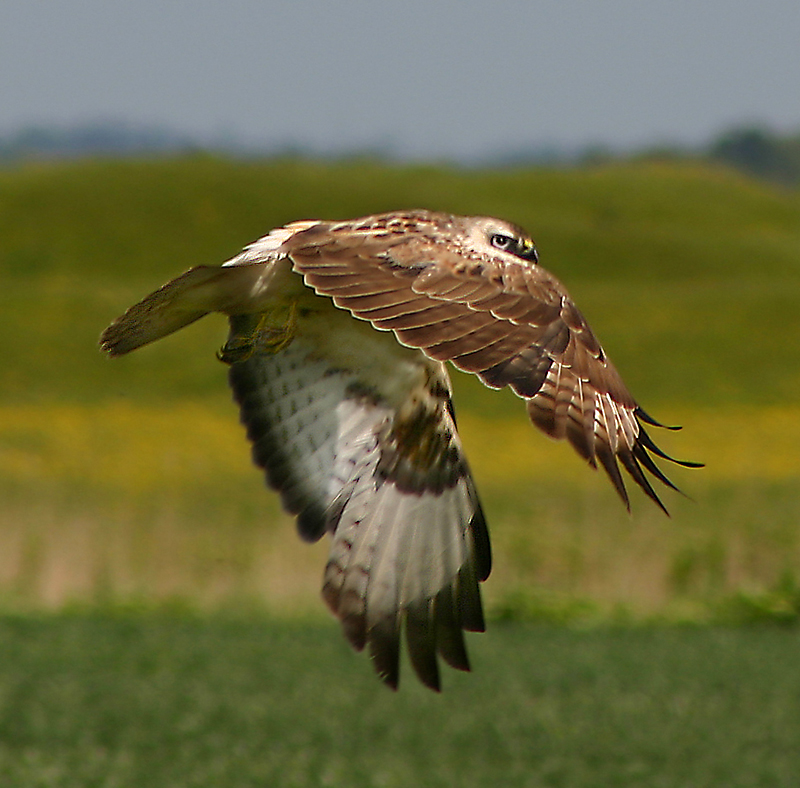
ノスリ

タカ科の鳥はアスペクト比がそれほど大きくないが、初列風切羽を広げることによって翼端渦を効果的に整形ないし抑制し、揚抗比を高めているとも言われている。単純に翼幅が大きくならなかった理由としては、開けた場所での飛行が多い海鳥と違い、林間など障害物の多い所での飛行に適応したためなどと推測されている。
プテラノドンなどの大型翼竜は体重と翼の大きさから、滑空しかできなかったと考えられていた時代がある。しかし、研究が進むと、数分に一回程度の割合で、羽ばたきをしているとの研究も出てきている。

### 羽ばたきの回数
建築家ピーター・S・スティーヴンスの著書『自然のパターン』によれば以下の昆虫類および鳥類の、羽ばたきの回数は下記のごとくである。単位はいずれも「回 / 秒」。
- ユスリカ: 1046
- イエカ: 587
- ミツバチ: 230
- ハチドリ: 100
- スズメ: 15
- コウノトリ: 2 - 3
- コンドル: 0

## 人工物の飛行
| 飛行機とヘリコプターは、人工飛行方法の二例である。 |  | 飛行機とヘリコプターは、人工飛行方法の二例である。 |
| 飛行機とヘリコプターは、人工飛行方法の二例である。 |  |                                                    |

次に人類が実現した飛行について説明する。人類が、人間の乗らない物体を飛ばすことは古来行われてきた。石や槍の投擲、弓矢の発射を除き、ある程度長い時間滞空できるものとしては、凧や小型の熱気球（天灯）がある（後者は「風船の歴史」も参照）。
概説で述べたように、人間の身体には空を飛ぶための羽根・翼が備わっておらず、生身では飛行できない。長らく鳥のように飛ぶことを夢見てきた人類は（オスマン帝国での一部の発明家や、レオナルド・ダヴィンチによる滑空装置の実験などが単発で行われたものの、あまりに危険な実験で、装置の制作も人々に広まらず、後継者が続かず歴史に埋もれてしまい）、ようやく自分が乗り込んで空中を移動できるような装置が多数作られるようになり広まったのは18世紀のことであり、それは大型の熱気球であった。
動力によって推進される固定翼機による飛行が実現したのは20世紀に入ってからである。米国のライト兄弟が固定翼方式の機体にエンジンをつけたライトフライヤー号を制作して、1903年12月17日に初飛行を行ったのであった。
特にこのライト兄弟の飛行以来1世紀ほどの間に、人類は飛行に関して様々な知識やノウハウを蓄積してきた。飛行を研究する工学の一分野を航空工学と言う。

### 飛行の歴史（航空史）
英語では飛行のための装置を設計・開発・製造・利用すること等々を広く指してaviationと言い日本語では航空という用語をあてるが、aviationの歴史をaviation historyと言い、それを日本語では「航空史」と言う。
数多くの要素がある人類の飛行の歴史の中から、もしもハイライトに絞って挙げるとするならば、（いくつか挙げ方はあろうが）例えば次のようになるかも知れない。
1900年初の硬式飛行船ツェッペリンLZ-1での初飛行、1903年のライト兄弟による動力機での初飛行、1927年のリンドバーグによる単独・無着陸での大西洋横断飛行、1939年のターボジェット機 He178での初飛行、1947年のチャック・イェーガーによるロケット動力飛行機X-1での音速突破飛行、1976年の超音速旅客機コンコルドの初飛行（と2003年の飛行終了）、1961年のソ連のボストーク1号でのガガーリンの世界初の有人宇宙飛行、米国のアポロ11号での月面着陸、スペースシャトルのコロンビア号の事故とチャレンジャー号の事故。また日本人ならば航空史を語る時に、1785年ころに浮田幸吉が滑空飛行を成功させたこと、も併せて挙げるかも知れない。

### 飛行船での飛行

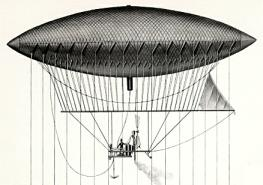
Giffardの飛行船（1852年）

### グライダーでの飛行

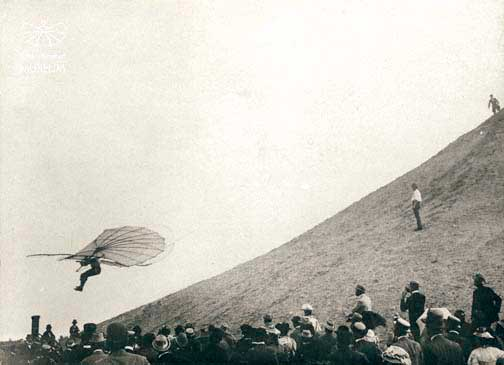
オットー・リリエンタールによる滑空実験（1895年）

グライダーでは滑空を行う。つまり基本的には固定翼機と似た機体での飛行であるが、動力無しで飛ぶ。グライダーというのはglide グライド（滑空）するもの、といった呼称である。
基本的には、空気中をほぼ水平だがわずかに斜め下方向に、滑るように進むように設計されている。
中世にヨーロッパで制作されたことがあるとされる滑空装置などはあまり滑空性能は良くなかっただろうと推察されている。ただし17世紀のオスマン帝国の学者ヘザルフェン・アフメト・チェレビは、数千メートルほども滑空するのに成功したとの話が伝わっている。
1m下がる間に何mほど前に進めるか、という値を「滑空比」と言うが、近年のグライダーは空力性能が向上しており、一般的な機体では、数十対1程度の滑空比でとぶことができ、 競技用のグライダー（つまり比較的高性能の機体）では例えば40対1程度の滑空比で飛行できるように設計されている。実際に降下する率は、機体の設計やその時々の気象条件や操縦方法によって異なっている。

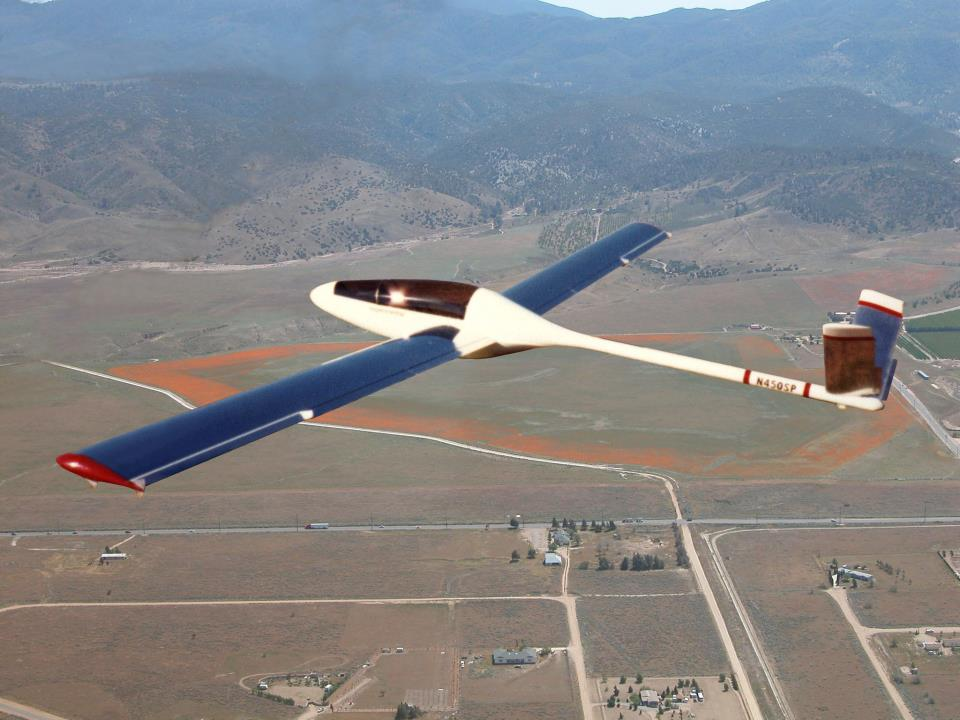
グライダーでの滑空の一例、MONERAI-Sを用いた滑空。

ただし、グライダーは上昇してゆくこともできる。上昇気流のある空間を飛行すると、グライダーが空気に対して下降していても、空気が上方向に移動した分、翼が下方から力を受け機体も上へ持ち上げられる。よって十分に大きな上昇気流が起きている空間を飛べば、下降する分よりも上昇する分が上回るので、動力が無いにもかかわらず、上昇してゆくことができる。
一般に、グライダーの飛行では、地表が太陽の熱で温められて生じる、眼には見えない柱状の上昇気流を見つけては、その柱状の空間内で旋回し、グルグルとらせん状に上昇して高度をかせぎ、やがて上空でその柱が消えたあたりでその空間から離脱し、直線的な飛行に移り、高度が下がってゆき、また高度があまり低くなる前に再度上昇気流の柱状の空間を見つける、ということを繰り返す。
トンビなどの鳥が翼を動かさずに、大空で上昇気流を見つけ、くるくると回転しながら上昇してゆくことがあるが、グライダーのパイロットはそれを模倣し、それと同じ原理で高度をかせぐ飛行を行うのである。トンビの飛行と同じで、エンジン音もせず、とても静かに飛行する。静かなこともグライダーの飛行の魅力のひとつだとグライダー愛好家は言う。
グライダーの連続航行距離の世界記録は、アンデス山脈で作られたもので3,000kmを越えている。

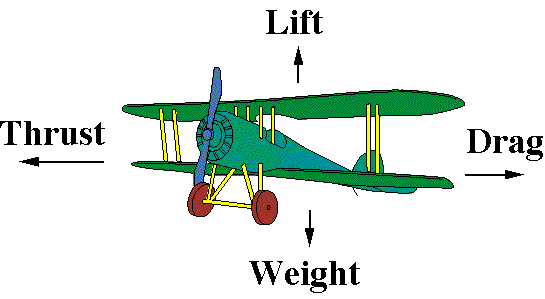
飛行時に機体に働く力の基本的な分析。Weight 重力、Lift 揚力、Thrust 推進力、 Drag 抗力

翼のまわりの空気の流れの様子。αが迎角（迎え角）。灰色の線は流線。一般的な翼では、概ね迎角の大きさに比例して、揚力係数と抗力係数が増加していく。ただし迎角を大きくしすぎると、揚力係数が急激に小さくなる角度に達してしまう。

揚力係数曲線の例

### 動力付固定翼機での飛行

#### 基本原理
基本的に固定翼機は、前方へ押されること（推進すること）によって、空気が前方から翼に当たり力を生じる。翼に迎え角がある場合、下側の面に空気が当たり、それによって後斜め上の方向への力が発生する。その力は一般に、地面に対して垂直方向の力（＝揚力、つまり重力とは反対方向の力）、および進行方向と反対の方向の力（＝抗力）に分解して理解されている。機体は、重力が生む下方向の力を、翼が生む垂直方向の力（揚力）によって打ち消すことで、自由落下に陥ることを免れる、という原理になっている。
翼というのは、真平らな板状のものでも揚力を生むことが可能で、迎角があれば揚力は発生する。ただし、上面は曲面（かまぼこ状の形状）にしたほうが、揚力はいくらか大きくなる。というのは、翼の上面を曲面にしたほうが、そこで翼から空気の流れが離れてしまって乱流が発生しまうことを防ぐことができ、上面の乱流が無い（あるいは小さい）ほうが、翼で発生する揚力は大きくなるからである。迎角は補助翼によって生む力で機体の前後の傾きを変化させ調整する。
初期の、推進用のプロペラをそなえた固定翼機から説明する。プロペラが回転することで機体を前方へ押す力（推進力）を生む。

#### ライトフライヤー号

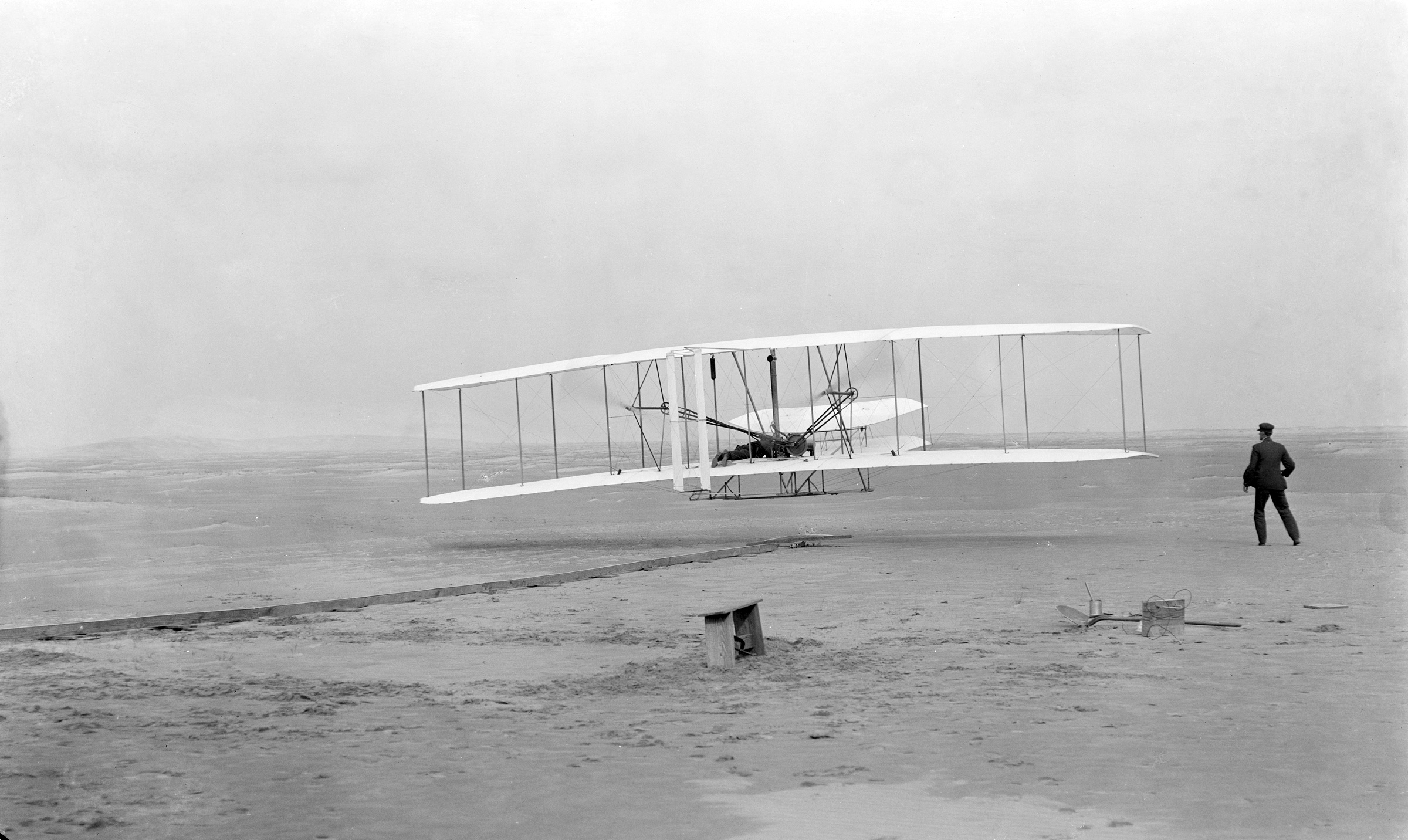
動力付固定翼機ライトフライヤー号での初飛行。59秒間で260m飛んだ。飛行高度はわずかなものであった。

ライト兄弟は、ライトフライヤー号に12馬力と推定されるエンジンを搭載し、2つのプロペラを駆動し推進力を作り出し、固定された2枚ののたわみ翼で揚力を作りだし飛行した。補助翼は主翼の前にあり、現在の一般的な飛行機が補助翼が主翼の後ろにあるのと比べ前後が反対である。操縦者はふせる姿勢でレバーを握り飛行の姿勢を制御した。地表から数十cmの高さを水平に飛行させ、4回の飛行を繰り返し、記録を伸ばし、4回目に59秒間で260mの飛行を行った。
ライトフライヤー号では、ほぼ直線的な飛行しかできなかったが、やがて旋回ができる機体が開発されることになった。
第一次世界大戦初期、飛行機による敵地の偵察が開始された。最初は武器も搭載せずパイロット同士はのどかに手を振り合うなどしていたが、やがて飛行中に空中で物を投げつけたり、互いに拳銃で撃ち合ったりするようになった。第一世界大戦中には機関銃を搭載した戦闘機による空中戦が戦術として定着した。

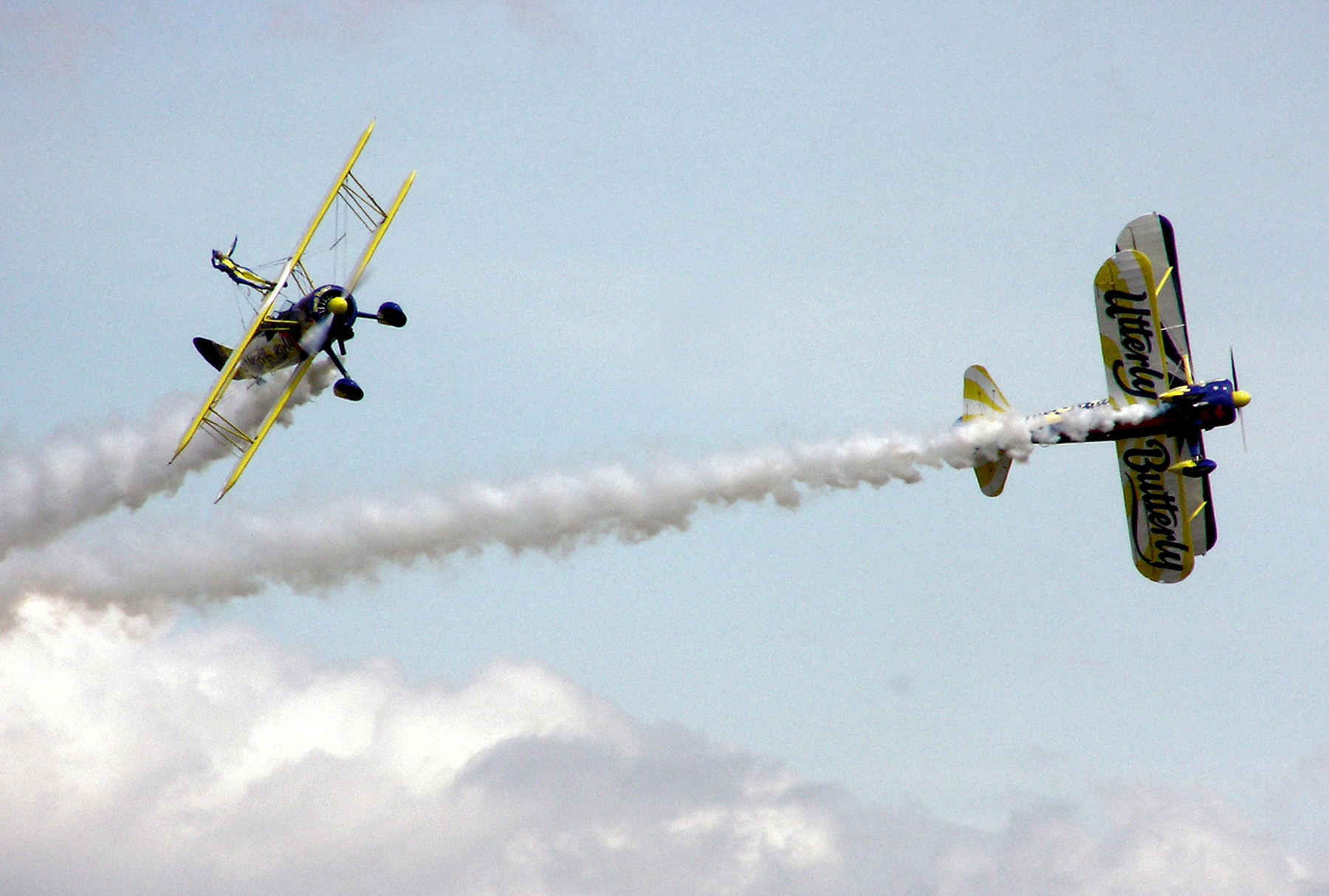
アクロバット飛行

飛行技術の高度化は様々な方向で行われ、一つには空中で自在に動くことを目指した。機体の改良と操縦テクニックの発達により宙返り、ローリング、背面飛行などが可能となった。空中戦で、敵機に対して有利な位置をとるために用いられた。
別の目標としては高速化があった。1947年には米国のベル社のX-1で水平飛行での音速を超える水平飛行（超音速飛行）を実現した。
なお現在のジェット旅客機は、巡航時に10,000m（30,000フィート）ほどの高度を飛行するが、その巡航速度は、一般論として言えば、対空速度で言えば860km/m前後で、音速のおよそ0.83倍に相当する。なお高高度では空気が極端に薄くなるため、揚力が極端に下がり、低高度で見せるような中・低速では飛ぶことができない。また旅客機は一般に音速で飛べるようには設計されておらず速度に上限もある。つまり実は、ジェット旅客機が高高度で安全に飛べる速度の幅はかなり狭い。（ただし、近年の飛行機では、高高度を飛行する時にはオートパイロットで適切な速度を保ち、操縦者も適切な速度を設定するように訓練を受け習慣づけられているため基本的には問題は起きない。ただし緊急時に高高度で何らかの事情で速度を落とすような操作を誤って行うと、突然深刻な問題に直面することになる。）

### 回転翼機での飛行
| （左）シングルローターのヘリによる飛行（ロビンソン R22）(右）ツイン・ローター機による飛行（ボーイング・バートル CH-47） |  | （左）シングルローターのヘリによる飛行（ロビンソン R22）(右）ツイン・ローター機による飛行（ボーイング・バートル CH-47） |
| （左）シングルローターのヘリによる飛行（ロビンソン R22）(右）ツイン・ローター機による飛行（ボーイング・バートル CH-47） |  | |

回転翼機は、いくつか変遷を経たが、ここでは現在の回転翼機の代表とも言えるヘリコプターの飛行について説明する。
ヘリコプターでは機体の上方で翼を回転させることで揚力を発生させて飛行する。ヘリコプターの飛行の大きな特徴のひとつは、空中の一点で静止しつづけること（ホバリング）ができる、ということである。
飛行原理をもう少しだけ解説すると、メインの回転翼（ローター）が一つのタイプ（「シングル・ローター」という）のヘリコプターでは、メインローターによって機体に反作用が生じて回転することをテールローターによる逆向きの力で防ぐ。
ヘリコプターでは前進・後進・横方向などへ移動することは、メインローターの回転面を進行方向へ傾けさせることで行う。それをどのように行うかと言うと、メインローターは毎回回転する中で、回転の角度に応じて、素早く迎角の変化（フェザリング）を繰り返すように出来ており、例えば機体の後方あたりで迎え角が大きくなるようにし揚力が大きくなるようにすると、回転面が前に傾くので、機体は前方に進みはじめる。
主たる回転翼が2つのものはツインローターと呼ばれており、2つのローターが逆方向に回転することで、反作用を互いに打ち消す。前後左右に移動する原理は、シングルローターのタイプと同じである。

### 電動マルチコプターの飛行
無人機
3つ以上のローターを備えた回転翼機のことをマルチコプターと言う。小型の電動のマルチコプターが2000年代、特に2010年代以降に急激に普及し、空中撮影などにさかんに活用されている（マルチコプターが普及していなかった時代（つまり2010年ころまでは）、空中撮影には軽飛行機やヘリコプターやモーターパラグライダーが使われたが、最近ではそれらを超えて、まるで「主力」のように使われている）。
有人電動マルチコプター

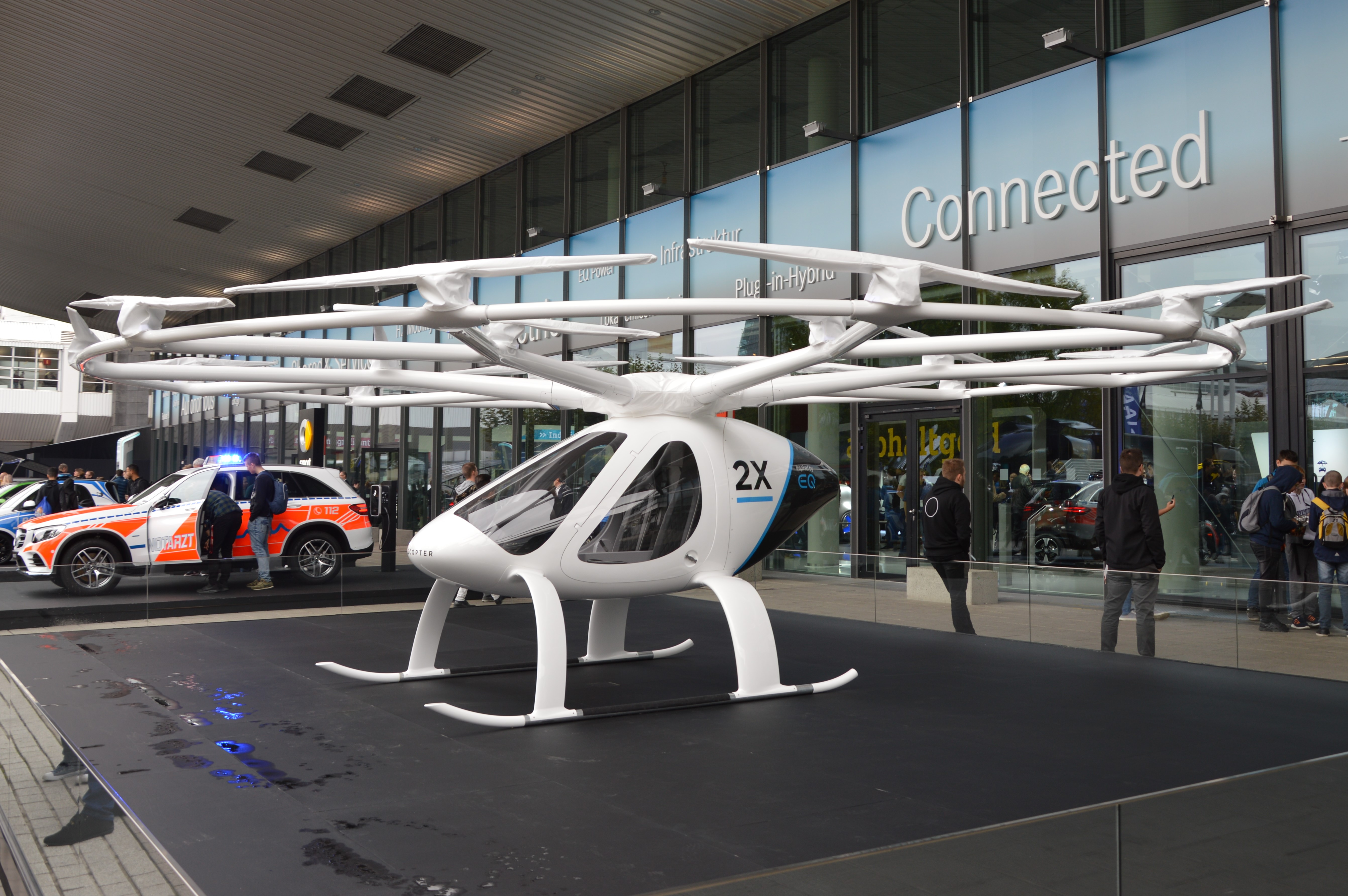
電動マルチコプターボロコプター2X（2017年）

人を乗せて飛行させるマルチコプターも、2011年ころから実験機やプロトタイプなどとして開発が行われ、パイロット無しで、行き先を告げたり設定するだけで自立的に目的地まで飛行する、いわば「自動操縦の空中タクシー」のようなマルチコプターを2017年に導入する計画をUAEのドバイが発表したり、また2018年には大手航空機メーカーのボーイング社も最大積載量200kg超のマルチコプター機の開発に乗り出したり、中国で有人マルチコプターの製作や試験飛行に成功するなど、いくつもの国で開発が精力的に行われている。エアバス社も参入し、電動モーターで飛行するが、航空会社の強みを生かすために主翼をそなえたデザインを採用している。

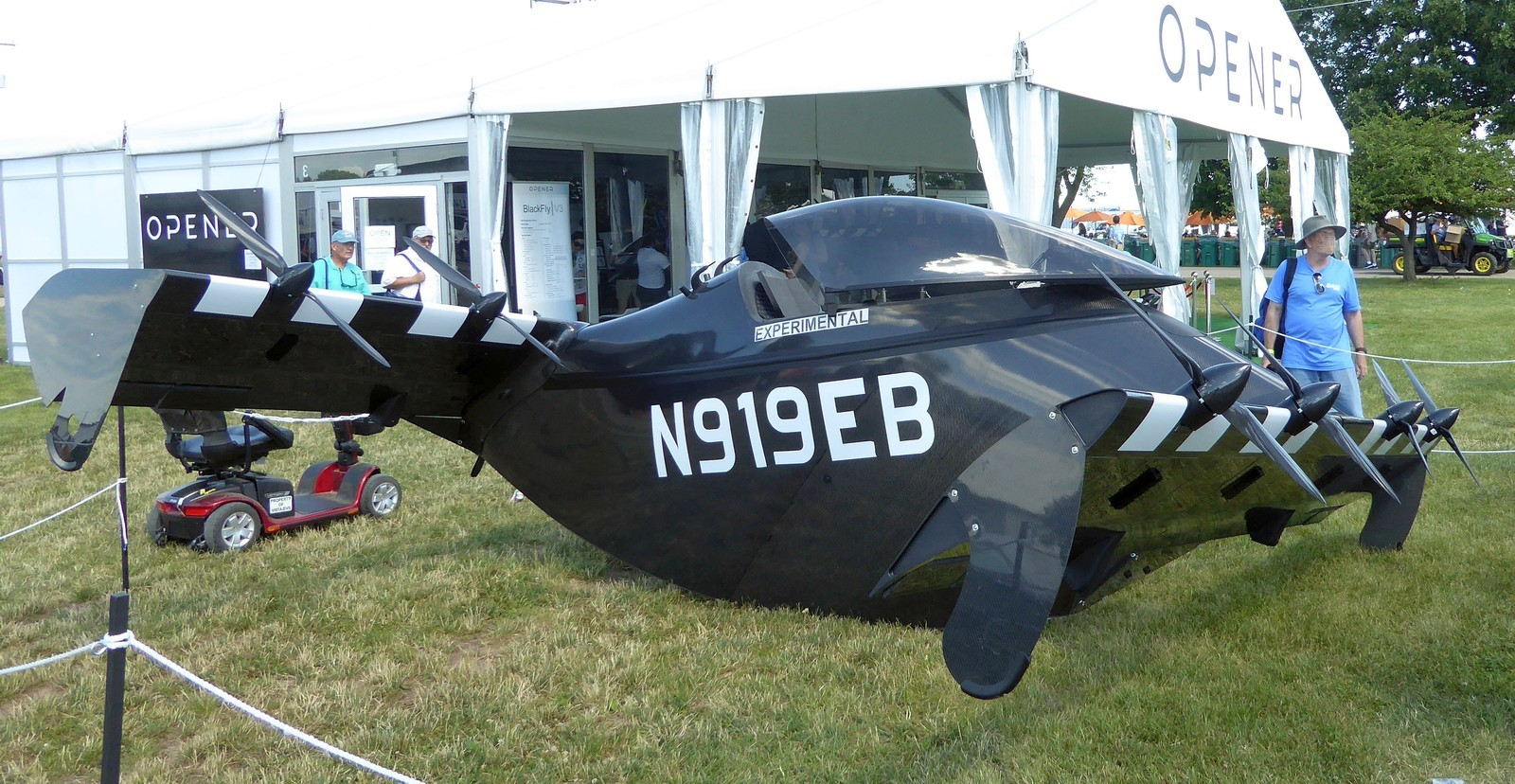
オープナー・ブラックフライ

アメリカのオープナー・ブラックフライ（Opener BlackFly）はすでに実用的な乗り物として販売が行われている。機体の重さがわずか142 kgなので、アメリカでは免許不要で飛べ、価格も日本円でわずか数百万円相当なので、主に富裕層をターゲットに新しくて便利な乗り物として販売が行われ、2022年時点で大量生産および納品が行われている。
スウェーデンの会社Jetsonが開発した一人乗りの電動マルチコプターも2021年時点ですでに、普通に、販売が行われている。日本は有人電動マルチコプターの開発に関しては少し後手にまわったが、愛知県豊田市で設立されたSkyDriveが2020年8月電動マルチコプターの実験機SD-03の有人実験飛行に成功した。
中国では早い段階から自動操縦機能を搭載したものが開発され、2022年時点ですでに実用化しており一般の人々を乗客にした遊覧飛行（実験ではなく、本当の運行）が行われている。
これらの機体が実際に飛行する様子はYouTubeに、各メーカーが公式動画をいくつもアップロードしている（YouTubeだと、複数のメーカーの機体の飛行が1本の動画にまとめてあるものもある）。各社の公式ページに自社の機体の飛行の動画が掲載されていることも多い（こちらは自社の機体の飛行のみ）。
有人電動マルチコプターは2022年時点ではまだ一種の「乗り物革命」が始まったばかりの段階であり、機体全体のデザイン、プロペラの数、純ドローン方式にするか？飛行機寄りの有翼にするか？関して「典型的なパターン」や「正解のパターン」のようなものが全然定まっておらず、各社がそれぞれ独自のものを市場に供給しはじめた段階であり、（ちょうど自動車でも、登場してから何十年もの試行錯誤、市場の反応、企業間の競争と淘汰などを経て、設計・デザインのパターンが収れんしていったように）有人電動マルチコプターもこれから年月をかけてパターンが収れんしてゆくと見られている。

### 「鳥人間」的な飛行
最近では　飛行機などに乗る飛行法、つまり大きな箱の中に入って飛ぶことに飽き足らず、できるだけ鳥のような感覚で飛びたいと望む人もいる。

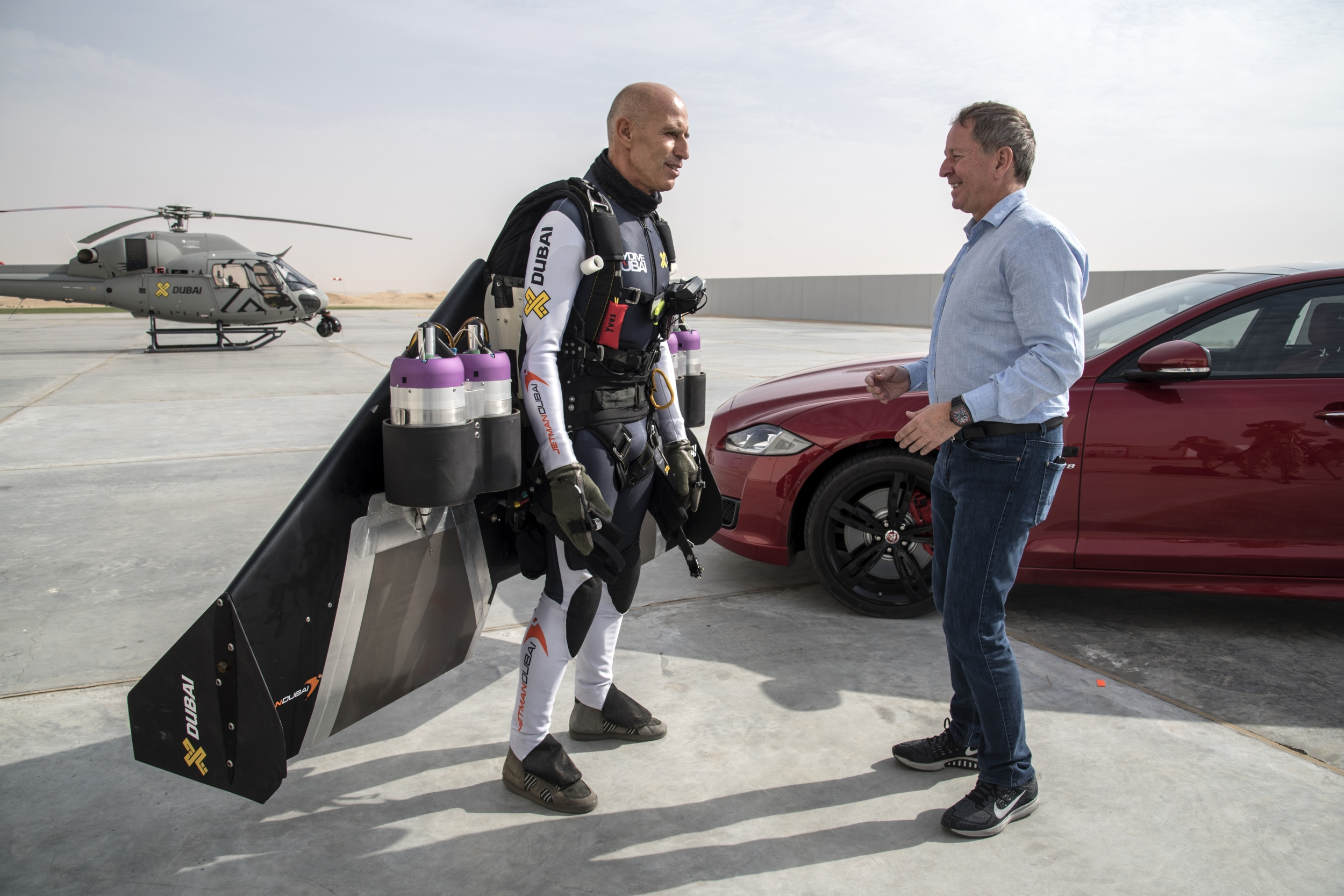
ジェットエンジンつきの翼（jet-powered wing）を背中に装着したイブ・ロッシー（写真左側の人物）。ロッシーの翼はジェット推力つきなので、ただのグライダーとは異なる。能動的に上昇してゆくこともできる。小型の翼で身体との一体感があり、通常の軽飛行機のように操縦桿を操作するのではなく、自分自身の手のひらや足先をわずかに動かすだけで上昇・下降・旋回などが自在にできるので、自分がほぼ「鳥になった」ような感覚で飛ぶことができる。

いくつか方法があり、一つはジェットエンジンのついた小さな固定翼だけを背中に背負い、いわば小さな「人間ジェット機」になって飛ぶ方法である。元スイス空軍の戦闘機パイロットで現在は旅客機のパイロットをしているイブ・ロッシーが、趣味としてジェットウィングの開発・改良を長年に渡り重ね、2008年9月26日にはドーバー海峡をフランスから英国側までおよそ35kmほど飛行することに成功した。具体的に言うと、まず小型飛行機に乗り、機内でジェットウィングを装着、フランス側の高度2500mで、スカイダイビングの要領で空中へ飛び出し、空中で落下しながらジェットエンジンを始動。空中で水平飛行に移り、後は時速200km/hを超える速度で英国へと飛行し、目的地上空へ近づいた段階でジェットエンジンを停止し、パラシュートを開いて着陸した。およそ10分ほどの飛行であった。翼は形が変化する箇所（フラップやエルロンなど）は一切なく、飛行姿勢の制御は、ロッシー自身が自分の手や脚の角度をかすかに変化させることで行う。飛行速度が200km/hと十分に高速であるため、手のひらをわずかに動かすだけでも激しくロールし、足のつま先をわずかに動かすことが飛行機の尾翼の操作に相当する。

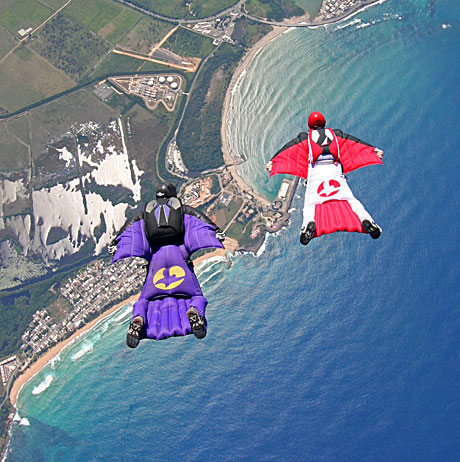
ウイングスーツでおこなう飛行の様子

また、グライダーを極端に小さくしたような状態で、いわば「人間グライダー」のようになって滑空を楽しむ人々も最近現れた。1999年にはフィンランドのBIRDMAN社からウイングスーツが初めて市販され、それ以降、同スーツで飛行することを愛好する人々がいるのである。崖の上から空中に飛び出して滑空したり、上空の飛行機から空中に飛び出して滑空に入る。2011年5月28日には、米国カルフォルニア州にて伊藤慎一が、上空9,754mから降下し水平距離としては23.1km（=23,100m）、これを5分で滑空したという。

### その他の手段による飛行
マリンスポーツの一種「フライボード」では、ホースから噴出させた水の圧力で、最高10m近くまで空中に浮かび上がることができる。

## 飛行の動きに関する用語
- 飛び立つ[22] - 生物に使う用語
- 舞い降りる
- 離陸 - 航空機用語
- 着陸
- 上昇、急上昇、垂直上昇
- 下降、急降下、垂直降下
- 旋回
- 直進降下、ターン降下[23]
- 直進上昇、ターン上昇
- 帆翔（はんしょう） - 主に鳥が上昇気流を利用し翼をひろげたまま、はばたかずに飛ぶこと。上昇気流をうまくとらえれば、はばたかずに上昇してゆく。
- 滑空 - 生物にも航空機にも使う用語。
- 波状飛行
- 水平飛行
- ホバリング

- マニューバ - 基本的には航空機に使う用語。だが、マニューバ相当の動きの一部を鳥も使うことがある。例えば猛禽類が他の鳥を空中で襲う時など。
  - ピッチアップ
  - ピッチダウン
  - ループ (Loop、宙返り)
  - 背面飛行
  - きりもみ

等々、詳しくはマニューバを参照

## 関連書籍
飛行関連の情報を扱った書籍。
- エアロ・アクアバイオメカニズム研究会『エアロアクアバイオメカニクス―生きものに学ぶ泳ぎと飛行のしくみ』森北出版、2010年 ISBN 4627947313
- 小林 昭夫『紙ヒコーキで知る飛行の原理―身近に学ぶ航空力学』講談社、1988年 ISBN 406132733X
- 秋本俊二『ボーイング777機長まるごと体験 成田/パリ線を完全密着ドキュメント』サイエンス・アイ新書､2010年
- 加藤 寛一郎『超音速飛行―「音の壁」を突破せよ』2005年
- 土屋正興『計器飛行方式』鳳文書林、1998年
- 『墜落!の瞬間―ボイス・レコーダーが語る真実』ヴィレッジブックス、2002年 ISBN 4863326521
- 『スペースシャトル全飛行記録』洋泉社、2011年
- Reg Grant, Flight, Dorling Kindersley, 2010年 ISBN 1405353422